# Alexander Leipold
Alexander Leipold (ur. 2 czerwca 1969 w Wasserlos) – niemiecki zapaśnik walczący w stylu wolnym. Czterokrotny olimpijczyk. Zajął piąte miejsce w Atlancie 1996, siódme w Seulu 1988, jedenaste w Barcelonie 1992. W Sydney 2000 zdobył złoty medal, ale został potem zdyskwalifikowany za stosowanie środka dopingującego, nandrolonolu.
Dziesięć razy brał udział w turnieju mistrzostw świata. Został mistrzem w 1994, srebrnym medalistą w 1995, 1997 i 1999 a w 1998 stanął na najniższym stopniu podium. Siedmiokrotnie sięgał po medal na mistrzostwach Europy. Tytuł mistrza starego kontynentu wywalczył w 1991, 1995 i 1998. Wygrał Puchar Świata w 1997, 1998 i 1999 a w 2002 zajął trzecią pozycję.
Srebrny medalista mistrzostw świata juniorów w 1986 i Europy w 1985. Zdobył dziesięć tytułów mistrza Niemiec w latach: 1991, 1992 i 1994-2003.
- Turniej w Seulu 1988

W pierwszej rundzie pokonał Hindusa Satyawana i Chenmedechijna Amaraę z Mongolii. Przegrał z Andrzejem Kubiakiem, Amerykaninem Natem Carem i Kanadyjczykiem Davidem McKayem. W pojedynku o siódme miejsce wygrał z Bułgarem Angełem Jasenowem.
- Turniej w Barcelonie 1992

Przegrał z Park Jang-sunem z Korei Południowej i Węgrem Jánosem Nagy.
- Turniej w Atlancie 1996

Pokonał Greka Lazarosa Loizidisa, Kanadyjczyka Davida Hohla, Azera Magomiedsałama Gadżyjewa. Przegrał z Rosjaninem Adamem Sajtijewem i Bułgarem Płamenem Paskałewem. W pojedynku o piątą lokatę zwyciężył Amerykanina Kenny Mondaya.
- Turniej w Sydney 2000

Zdyskwalifikowany po finałowym zwycięstwie nad Amerykaninem Brandonem Slayem.
W 2003 roku doznał ciężkiego udaru mózgu podczas pobytu na obozie treningowym w Uzbekistanie. W 2014 wystąpił w programie rozrywkowym Let’s Dance.